# Mickey Tettleton
Mickey Lee Tettleton (Oklahoma City, Oklahoma, 16 de septiembre de 1960), más conocido como Mickey Tettleton, es un exjugador profesional estadounidense de béisbol que se desempeñó en la posición de cácher en las Grandes Ligas de Béisbol (MLB). Logró obtener tres Bates de Plata.

## Carrera
Tettleton jugó como profesional cuatro temporadas en Oakland Athletics (1984-1987), después pasó a Baltimore Orioles (1988-1990), luego a Detroit Tigers (1991-1994), posteriormente a Texas Rangers, donde jugó tres temporadas (1995-1997), y fue el equipo en el que se retiró.

## Premios
Fue galardonado con el Bate de Plata en tres oportunidades (1989, 1991 y 1992).